# Transferno učenje
Transferno učenje (енгл. Transfer learning, TL) je tehnika mašinskog učenja (ML) u kojoj se znanje naučeno iz zadatka ponovo koristi da bi se poboljšao učinak na povezanom zadatku. Na primer, za klasifikaciju slika, znanje stečeno tokom učenja prepoznavanja automobila moglo bi se primeniti kada se nastoji da se prepoznaju kamioni. Ova tema je vezana za psihološku literaturu o transferu učenja, iako su praktične veze između ove dve oblasti ograničene. Ponovno korišćenje/prenošenje informacija sa prethodno naučenih zadataka u nove zadatke ima potencijal da značajno poboljša efikasnost učenja.
Pošto transferno učenje koristi obuku sa višestrukim funkcijama cilja, ono je povezano sa mašinskim učenjem osetljivim na troškove i optimizacijom sa više ciljeva.

## Literatura
- Thrun, Sebastian; Pratt, Lorien (6. 12. 2012). Learning to Learn. Springer Science & Business Media. ISBN 978-1-4615-5529-2.